# Dicranoptycha elsa
Dicranoptycha elsa là một loài ruồi trong họ Limoniidae. Chúng phân bố ở miền Tân bắc.